# Áustria nos Jogos Olímpicos de Inverno de 2014
A Áustria participou dos Jogos Olímpicos de Inverno de 2014, realizados na cidade de Sóchi, na Rússia. Foi a vigésima segunda aparição do país em Olimpíadas de Inverno.

## Medalhas
| Atleta                                                                   | Esporte           | Evento                            | Medalha |
| ------------------------------------------------------------------------ | ----------------- | --------------------------------- | ------- |
| Matthias Mayer                                                           | Esqui alpino      | Downhill masculino                | Ouro    |
| Anna Fenninger                                                           | Esqui alpino      | Super-G feminino                  | Ouro    |
| Julia Dujmovits                                                          | Snowboard         | Slalom paralelo feminino          | Ouro    |
| Mario Matt                                                               | Esqui alpino      | Slalom masculino                  | Ouro    |
| Dominik Landertinger                                                     | Biatlo            | Velocidade masculino              | Prata   |
| Nicole Hosp                                                              | Esqui alpino      | Combinado feminino                | Prata   |
| Daniela Iraschko-Stolz                                                   | Salto de esqui    | Pista normal individual feminino  | Prata   |
| Andreas Linger Wolfgang Linger                                           | Luge              | Duplas                            | Prata   |
| Thomas Diethart Michael Hayböck Thomas Morgenstern Gregor Schlierenzauer | Salto de esqui    | Pista longa por equipes masculino | Prata   |
| Anna Fenninger                                                           | Esqui alpino      | Slalom gigante feminino           | Prata   |
| Marlies Schild                                                           | Esqui alpino      | Slalom feminino                   | Prata   |
| Marcel Hirscher                                                          | Esqui alpino      | Slalom masculino                  | Prata   |
| Nicole Hosp                                                              | Esqui alpino      | Super-G feminino                  | Bronze  |
| Christoph Bieler Bernhard Gruber Lukas Klapfer Mario Stecher             | Combinado nórdico | Equipes                           | Bronze  |
| Kathrin Zettel                                                           | Esqui alpino      | Slalom feminino                   | Bronze  |
| Benjamin Karl                                                            | Snowboard         | Slalom paralelo masculino         | Bronze  |
| Simon Eder Dominik Landertinger Daniel Mesotitsch Christoph Sumann       | Biatlo            | Revezamento masculino             | Bronze  |

Legenda
| Recorde mundial      | Recorde mundial (World record)               |                       | Recorde africano                      | Recorde africano (African) |                                           | Q | Classificado por posição (Qualified) |
| Recorde olímpico     | Recorde olímpico (Olympic record)            | Recorde da América    | Recorde da América (Americas)         | q                          | Classificado por melhor tempo (Qualified) |   |                                      |
| Melhor marca do ano  | Melhor marca do ano (World leading)          | Recorde asiático      | Recorde asiático (Asian)              | DNS                        | Não largou (Did not start)                |   |                                      |
| Recorde nacional     | Recorde nacional (National record)           | Recorde europeu       | Recorde europeu (European)            | DNF                        | Não terminou (Did not finish)             |   |                                      |
| Recorde pessoal      | Recorde pessoal do atleta (Personal best)    | Recorde da Oceania    | Recorde da Oceania (Oceania)          | DSQ / DQ                   | Desclassificado (Disqualified)            |   |                                      |
| Recorde da temporada | Recorde da temporada do atleta (Season best) | Recorde sul-americano | Recorde sul-americano (South America) | NM                         | Sem marca (No mark)                       |   |                                      |